# Лохвицкий, Пантелеймон Степанович
Пантелеймон Степанович Лохвицкий (1877 — 1938) — крестьянин, депутат Государственной думы II созыва от Курской губернии, агроном.

## Биография

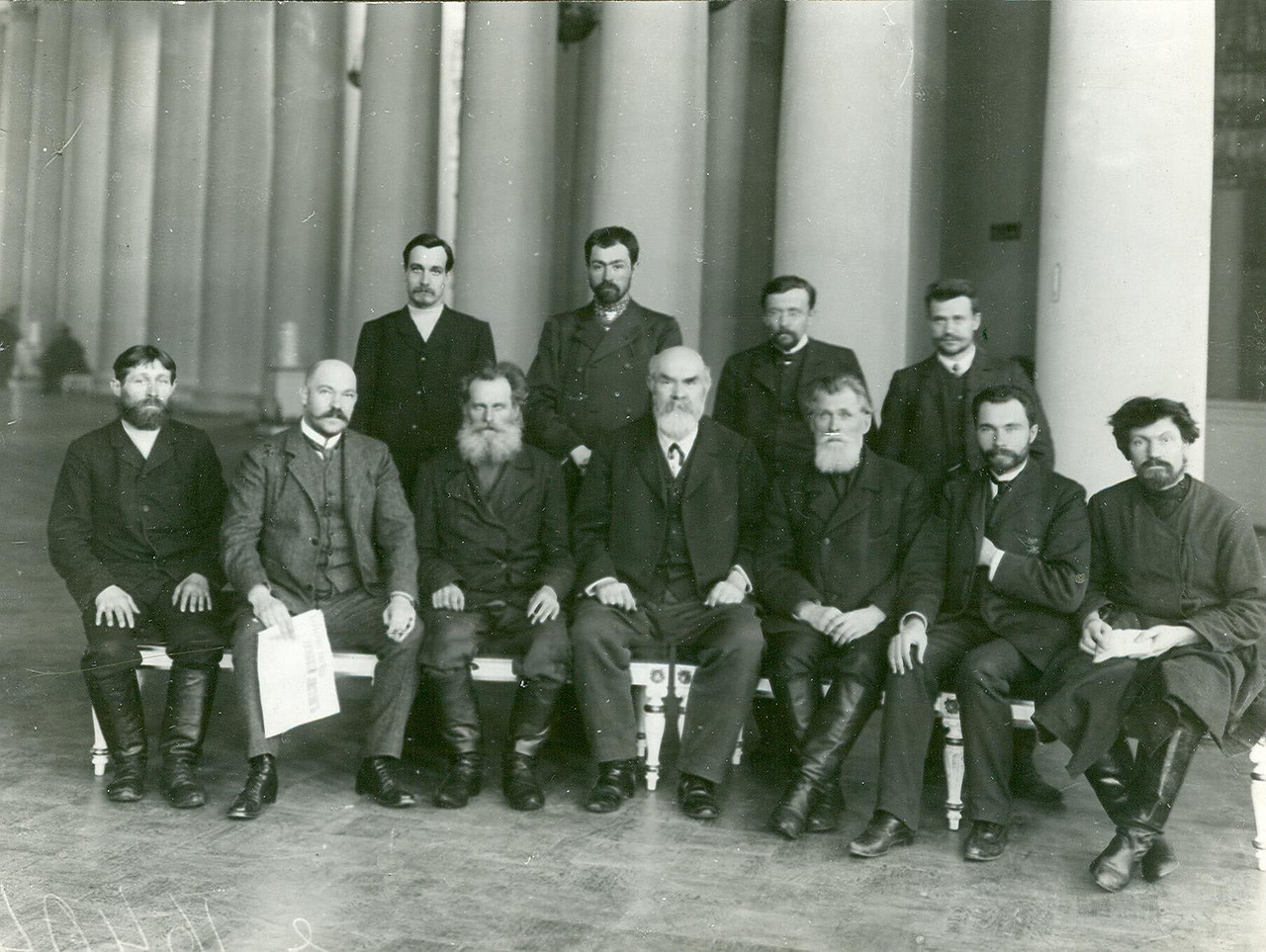
Депутаты II Государственной Думы от Курской губернии. Первый ряд — А. Е. Афанасьев, К. Ф. Тахтамиров, Н. O. Оводов, В. И. Долженков, С. И. Волков, И. Н. Мушенко, И. Е. Пьяных. Второй ряд — А. И. Русанов, П. С. Лохвицкий, Р. Я. Смирнов, Д. К. Белановский

Родился в Грайвороне. Крестьянин Грайворонского уезда Курской губернии. Окончил сельскую школу. Занимался земледелием на 1 десятине с 3/4 земли.
7 февраля 1907 избран в Государственную думу II созыва от съезда уполномоченных от волостей Курской губернии. По одним сведениям вошёл в состав думской группы Социалистов-революционеров, по другим был членом фракции трудовиков, последнее подтвердил и сам Лохвицкий в своём письме Е. П. Пешковой 1932 года. После разгона Думы по распоряжению Курского губернатора выслан из пределов Курской губернии.
Получил высшее образование, работал агрономом в Курской губернии. После революции воевал в
дивизии РККА на Дальнем Востоке, после демобилизации работал агрономом, позднее — в Наркомате внешней торговли. В 1930 году жил в Свердловске, работал там инспектором сектора снабжения Уралоблсоюзе.
Арестован НКВД 17 декабря 1930 года. 8 августа 1931 года приговорён к высылке на 5 лет в Восточную Сибирь. Отправлен на станцию Тельма Усольского района в Восточной Сибири, работал там агрономом. В ссылке заболел «сердечной астмой». Обращался за помощью в Политический Красный крест. Сведений о том, что ходатайство о сокращении срока ссылки было удовлетворено, нет.
Дальнейшая судьба неизвестна.

## Семья
- Жена — ?[6].
  - Дочь — Анна[6]
  - Единственный сын — Дмитрий (? — 1919), красноармеец, погиб на Южном фронте во время гражданской войны[6].

### Архивы
- Российский государственный исторический архив. Фонд 1278. Опись 1 (2-й созыв). Дело 251.